# Jewgeni Michailowitsch Makarenko
Jewgeni Michailowitsch Makarenko (russisch Евгений Михайлович Макаренко; * 10. Oktober 1975 in Nischnewartowsk) ist ein ehemaliger russischer Boxer im Halbschwergewicht und Schwergewicht.

## Erfolge
Jewgeni Makarenko ist Russischer Meister im Halbschwergewicht der Jahre 1994, 1995, 1999, 2000, 2001, 2002, 2003 und 2006. Seine ersten internationalen Erfolge waren der Gewinn der Goldmedaille im Halbmittelgewicht bei den Junioren-Europameisterschaften 1993 in Thessaloniki, sowie der Gewinn einer Bronzemedaille im Halbschwergewicht bei den Goodwill Games 1998 in New York City und der Gewinn einer Bronzemedaille im Schwergewicht bei den Europameisterschaften 1998 in Minsk.
2001 gewann er im Halbschwergewicht die Weltmeisterschaften in Belfast und 2002 im Schwergewicht die Europameisterschaften in Perm. Er hatte sich dabei unter anderem gegen Mahamed Aryphadschyjeu, John Dovi, Viktor Perun, Milorad Gajović, Wiktar Sujeu und Wjatscheslaw Uselkow durchgesetzt.
Im Halbschwergewicht startend gewann er dann auch noch die Goldmedaillen bei den Weltmeisterschaften 2003 in Bangkok und den Europameisterschaften 2004 in Pula. Bei der WM hatte er diesmal unter anderem Kenneth Egan, Rudolf Kraj und Mahamed Aryphadschyjeu geschlagen. Bei der EM gewann er sogar jeden seiner fünf Kämpfe vorzeitig, darunter gegen İhsan Tarhan, Aleksy Kuziemski und Marijo Šivolija.
Bei den Olympischen Spielen 2004 in Athen konnte er in der Vorrunde Yoan Hernández bezwingen, schied dann jedoch im Viertelfinale gegen Andre Ward aus. 2005 konnte er dann noch im Halbschwergewicht den Weltcup in Moskau gewinnen.